# 始興 (操師乞)
始興（しこう）は、隋末唐初に元興王操師乞が自立して建てた私年号。616年。
『新唐書』では天成とも作る。

## 西暦・干支との対照表
| 始興 | 元年  |
| 西暦 | 616年 |
| 干支 | 丙子  |